# Primera Divisió 2024/25
Die Primera Divisió 2024/25 war die 30. Spielzeit der höchsten andorranischen Fußballliga. Sie begann am 14. September 2024 und endete am 18. Mai 2025. Titelverteidiger war UE Santa Coloma.

## Modus
Die zehn Mannschaften traten an 27 Spieltagen jeweils dreimal gegeneinander an. Der Meister qualifizierte sich für Vorrunde der UEFA Champions League. Der Zweite und Pokalsieger spielten in der UEFA Conference League. Der Tabellenletzte stieg direkt ab, der Vorletzte spielte in der Relegation gegen den Zweiten der Segona Divisió um den Klassenerhalt.

## Teams und Spielorte
|  | Mannschaft                | Stadt              | Vorjahr    |
|  | ------------------------- | ------------------ | ---------- |
|  | UE Santa Coloma           | Andorra la Vella   | 1.         |
|  | Inter Club d’Escaldes     | Escaldes-Engordany | 2.         |
|  | Atlètic Club d’Escaldes   | Escaldes-Engordany | 3.         |
|  | FC Santa Coloma           | Andorra la Vella   | 4.         |
|  | Penya Encarnada d’Andorra | Andorra la Vella   | 5.         |
|  | FC Ordino                 | Ordino             | 6.         |
|  | FC Pas de la Casa         | La Massana         | 7.         |
|  | CF Esperança d’Andorra    | Andorra la Vella   | 8.         |
|  | FC Rànger’s               | Andorra la Vella   | Aufsteiger |
|  | FS La Massana             | La Massana         | Aufsteiger |

## Abschlusstabelle
| Pl.               | Verein                      | Sp. | S  | U | N  | Tore    | Diff. | Punkte |
| ----------------- | --------------------------- | --- | -- | - | -- | ------- | ----- | ------ |
| 1.                | Inter Club d’Escaldes       | 27  | 18 | 8 | 1  | 084:190 | +65   | 62     |
| 2.                | Atlètic Club d’Escaldes     | 27  | 16 | 7 | 4  | 070:250 | +45   | 55     |
| 3.                | FC Santa Coloma             | 27  | 16 | 4 | 7  | 042:280 | +14   | 51     |
| 4.                | UE Santa Coloma (M, P)      | 27  | 14 | 7 | 6  | 056:240 | +32   | 49     |
| 5.                | FC Rànger’s (N)             | 27  | 13 | 9 | 5  | 059:200 | +39   | 48     |
| 6.                | FC Ordino                   | 27  | 9  | 6 | 12 | 032:480 | −16   | 33     |
| 7.                | Penya Encarnada d’Andorra 1 | 27  | 9  | 6 | 12 | 032:460 | −14   | 30     |
| 8.                | FC Pas de la Casa           | 27  | 8  | 5 | 14 | 035:360 | −1    | 29     |
| 9.                | CF Esperança d’Andorra      | 27  | 1  | 4 | 22 | 014:920 | −78   | 07     |
| 10.               | FS La Massana (N)           | 27  | 1  | 2 | 24 | 010:102 | −92   | 05     |
| Stand: Saisonende |                             |     |    |   |    |         |       |        |

Platzierungskriterien: 1. Punkte – 2. Direkter Vergleich (Punkte, Tordifferenz, geschossene Tore) – 3. Tordifferenz – 4. geschossene Tore

| (M) | amtierender andorranischer Meister     |
| (P) | amtierender andorranischer Pokalsieger |
| (N) | Neuaufsteiger der letzten Saison       |

### Kreuztabelle
| Hinrunde (Runden 1–18)  | Hinrunde (Runden 1–18) | Hinrunde (Runden 1–18) | Hinrunde (Runden 1–18) | Hinrunde (Runden 1–18) | Hinrunde (Runden 1–18) | Hinrunde (Runden 1–18) | Hinrunde (Runden 1–18) | Hinrunde (Runden 1–18) | Hinrunde (Runden 1–18) | 2024/25                   | Rückrunde (Runden 19–27) | Rückrunde (Runden 19–27) | Rückrunde (Runden 19–27) | Rückrunde (Runden 19–27) | Rückrunde (Runden 19–27) | Rückrunde (Runden 19–27) | Rückrunde (Runden 19–27) | Rückrunde (Runden 19–27) | Rückrunde (Runden 19–27) | Rückrunde (Runden 19–27) |
| ----------------------- | ---------------------- | ---------------------- | ---------------------- | ---------------------- | ---------------------- | ---------------------- | ---------------------- | ---------------------- | ---------------------- | ------------------------- | ------------------------ | ------------------------ | ------------------------ | ------------------------ | ------------------------ | ------------------------ | ------------------------ | ------------------------ | ------------------------ | ------------------------ |
| Atlètic Club d’Escaldes | ESP                    | Inter Club d’Escaldes  | MAS                    | ORD                    | PAS                    | PEN                    | FC Rànger’s            | FC Santa Coloma        | UES                    | Verein                    | Atlètic Club d’Escaldes  | ESP                      | Inter Club d’Escaldes    | MAS                      | ORD                      | PAS                      | PEN                      | FC Rànger’s              | FC Santa Coloma          | UES                      |
|                         | 5:1                    | 3:1                    | 3:1                    | 4:0                    | 3:2                    | 6:1                    | 3:1                    | 4:2                    | 0:0                    | Atlètic Club d’Escaldes   |                          | –                        | –                        | –                        | 4:0                      | –                        | 1:0                      | −                        | 0:0                      | 2:0                      |
| 0:5                     |                        | 0:3                    | 1:0                    | 2:2                    | 0:2                    | 1:2                    | 1:1                    | 0:2                    | 0:5                    | CF Esperança d’Andorra    | 0:5                      |                          | 0:7                      | –                        | –                        | 0:1                      | –                        | 1:1                      | –                        | 0:4                      |
| 0:0                     | 9:1                    |                        | 6:1                    | 3:0                    | 3:0                    | 5:1                    | 0:0                    | 2:0                    | 3:2                    | Inter Club d’Escaldes     | 0:0                      | –                        |                          | 9:0                      | –                        | –                        | 3:2                      | –                        | 1:0                      | 3:0                      |
| 0:6                     | 1:1                    | 0:6                    |                        | 0:3                    | 0:4                    | 1:3                    | 0:4                    | 0:4                    | 0:6                    | FS La Massana             | 0:4                      | 5:0                      | –                        |                          | –                        | 0:5                      | 0:0                      | –                        | 1:4                      | –                        |
| 2:2                     | 3:1                    | 0:4                    | 2:1                    |                        | 2:1                    | 0:1                    | 2:1                    | 0:1                    | 0:2                    | FC Ordino                 | –                        | 1:1                      | 0:4                      | 5:1                      |                          | –                        | –                        | 0:2                      | –                        | 1:3                      |
| 2:2                     | 1:0                    | 1:1                    | 4:0                    | 1:2                    |                        | 0:2                    | 0:0                    | 2:0                    | 2:2                    | FC Pas de la Casa         | 1:5                      | –                        | 1:3                      | –                        | 1:2                      |                          | –                        | 0:0                      | 1:2                      | 1:2                      |
| 03:0 2                  | 4:1                    | 1:1                    | 2:0                    | 0:0                    | 1:0                    |                        | 0:6                    | 0:1                    | 2:2                    | Penya Encarnada d’Andorra | –                        | 4:1                      | –                        | –                        | 1:1                      | 1:0                      |                          | 0:0                      | –                        | –                        |
| 3:2                     | 4:0                    | 2:2                    | 2:0                    | 3:0                    | 0:1                    | 6:2                    |                        | 1:0                    | 0:1                    | FC Rànger’s               | 1:1                      | –                        | 2:3                      | 5:0                      | –                        | –                        | –                        |                          | –                        | –                        |
| 3:1                     | 4:0                    | 2:2                    | 2:0                    | 3:1                    | 1:0                    | 2:1                    | 1:1                    |                        | 1:1                    | FC Santa Coloma           | –                        | 4:0                      | –                        | –                        | 0:1                      | –                        | 1:0                      | 0:5                      |                          | –                        |
| 1:0                     | 4:0                    | 0:0                    | 5:0                    | 2:2                    | 2:1                    | 2:1                    | 0:1                    | 0:1                    |                        | UE Santa Coloma           | –                        | –                        | –                        | 6:0                      | –                        | –                        | 2:0                      | 1:1                      | 1:2                      |                          |

## Relegation
Da der Zweitplatzierte der Segona Divisió keine Erstligalizenz erhält bestreitet der Dritte zwei Relegationsspiele gegen den Neuntplatzierten der Primera Divisió.
|                  | Gesamt |                        | Hinspiel | Rückspiel |
| ---------------- | ------ | ---------------------- | -------- | --------- |
| City Escaldes FC | 0:2    | CF Esperança d’Andorra | 0:2      | -:-       |

Wegen einer unkorrekte Aufstellung von City Escaldes im Hinspiel wurde das Rückspiel abgesagt. Beide Vereine blieben daher in ihren jeweiligen Ligen.